# فيرجيليو مينديز
فيرجيليو ماركيز مينديز (بالبرتغالية: Virgílio Marques Mendes؛ 17 نوفمبر 1926 – 24 أبريل 2009) كان لاعب كرة قدم برتغاليًا لعب كظهير أيمن.

## وصلات خارجية
- فيرجيليو مينديز على موقع ناشيونال فوتبول تيمز (الإنجليزية)